# Saint-Maurice-sur-Moselle
Saint-Maurice-sur-Moselle – miejscowość i gmina we Francji, w regionie Grand Est, w departamencie Wogezy.
Według danych na rok 1990 gminę zamieszkiwało 1 615 osób, a gęstość zaludnienia wynosiła 44 osoby/km² (wśród 2335 gmin Lotaryngii Saint-Maurice-sur-Moselle plasuje się na 259. miejscu pod względem liczby ludności, natomiast pod względem powierzchni na miejscu 30.).